# Оринджтри (Флорида)
Оринджтри (англ. Orangetree) — статистически обособленная местность, расположенная в округе Коллиер (штат Флорида, США) с населением в 950 человек по статистическим данным переписи 2000 года.

## География
По данным Бюро переписи населения США статистически обособленная местность Оринджтри имеет общую площадь в 11,4 квадратных километров, водных ресурсов в черте населённого пункта не имеется.
Статистически обособленная местность Оринджтри расположена на высоте 4 м над уровнем моря.

## Демография
По данным переписи населения 2000 года в Оринджтри проживало 950 человек, 292 семьи, насчитывалось 327 домашних хозяйств и 355 жилых домов. Средняя плотность населения составляла около 83,33 человек на один квадратный километр. Расовый состав населённого пункта распределился следующим образом: 95,05 % белых, 1,26 % — чёрных или афроамериканцев, 0,11 % — коренных американцев, 0,21 % — азиатов, 0,11 % — выходцев с тихоокеанских островов, 1,37 % — представителей смешанных рас, 1,89 % — других народностей. Испаноговорящие составили 13,58 % от всех жителей статистически обособленной местности.
Из 327 домашних хозяйств в 45,0 % воспитывали детей в возрасте до 18 лет, 80,1 % представляли собой совместно проживающие супружеские пары, в 6,4 % семей женщины проживали без мужей, 10,7 % не имели семей. 10,1 % от общего числа семей на момент переписи жили самостоятельно, при этом 2,4 % составили одинокие пожилые люди в возрасте 65 лет и старше. Средний размер домашнего хозяйства составил 2,91 человек, а средний размер семьи — 3,07 человек.
Население статистически обособленной местности по возрастному диапазону по данным переписи 2000 года распределилось следующим образом: 30,3 % — жители младше 18 лет, 3,6 % — между 18 и 24 годами, 32,6 % — от 25 до 44 лет, 23,4 % — от 45 до 64 лет и 10,1 % — в возрасте 65 лет и старше. Средний возраст жителей составил 35 лет. На каждые 100 женщин в Оринджтри приходилось 100,8 мужчин, при этом на каждые сто женщин 18 лет и старше приходилось 95,3 мужчин также старше 18 лет.
Средний доход на одно домашнее хозяйство статистически обособленной местности составил 56 645 долларов США, а средний доход на одну семью — 57 614 долларов. При этом мужчины имели средний доход в 39 297 долларов США в год против 26 071 доллар среднегодового дохода у женщин. Доход на душу населения статистически обособленной местности составил 56 645 долларов в год. Все семьи имели доход, превышающий уровень бедности, 1,7 % от всей численности населения находилось на момент переписи населения за чертой бедности, при том все жители младше 18 и старше 65 лет имели совокупный доход, превышающий прожиточный минимум.